# Coursetia brachyrachis
Coursetia brachyrachis es una especie de árbol o arbusto de la familia Fabaceae.
Es endémica de Argentina y de Bolivia, en los bosques de piedemonte del Noroeste argentino.
Está amenazada por pérdida de hábitat.

## Taxonomía
Coursetia brachyrachis fue descrita por Hermann Harms y publicado en Mededeelingen van's Rijks-Herbarium 27: 52. 1915.
Sinonimia
- Tephrosia craccoides Lillo[3]